# Parliament
A Parliament egy legendás, népszerű amerikai funk zenekar volt. 1968-ban alakultak a New Jersey állambeli Plainfield-ben. 1980-ban feloszlottak. 2018-ban új albumot rögzítettek, majd ismét feloszlottak. Pályafutásuk alatt több tag is megfordult a zenekarban, az együttes vezére George Clinton volt, aki a Funkadelic és a Parliament-Funkadelic nevű zenekarok vezetője is volt. Az együttes a "The Parliaments" nevű doo-wop zenekar feloszlása után jött létre.
Kilenc nagylemezt jelentettek meg. A funk műfaj egyik legnagyobb hatású alakjainak számítanak. 1974-ben feloszlottak, majd ugyanebben az évben újra összeálltak. 1980-ig működtek. Karrierjük alatt bekerültek a Rock and Roll Hall of Fame-be is.
Hosszú szünet után 2018-ban a Parliament újraegyesült. Ki is adtak egy új dalt, "I'm Gon Make U Sick O'Me" címmel. A zenekar új albumot is piacra dobott, "Medicaid Fraud Dog" címmel. A lemez 2018 májusában jelent meg. Az együttes a lemez kiadása után ismét feloszlott.
A Parliament negyedik lemeze bekerült az 1001 lemez, amelyet hallanod kell, mielőtt meghalsz című könyvbe.

## Diszkográfia

### Stúdióalbumok
- Osmium (1970)
- Up for the Down Stroke (1974)
- Chocolate City (1975)
- Mothership Connection (1975)
- The Clones of Dr. Funkenstein (1976)
- Funkentelechy vs. The Placebo Syndrome (1977)
- Motor Booty Affair (1978)
- Gloryhallastoopid (1979)
- Trombipulation (1980)
- Medicaid Fraud Dog (2018)